# Lolita
Pour les articles homonymes, voir Lolita (homonymie).
Lolita est un roman, écrit en anglais américain, de l'écrivain russe naturalisé américain Vladimir Nabokov, publié en septembre 1955 à Paris.
Le récit est écrit comme la longue confession d'un homme, Humbert Humbert, se présentant comme « nympholepte » et décrivant la relation qu'il a eue avec Dolorès Haze durant plusieurs années. Au début du roman, Humbert a 37 ans et la jeune fille, qu'il surnomme « Lolita », a 12 ans et demi. Humbert devient son seul parent par une série de coïncidences et l'entraîne dans un voyage de deux années dans le Midwest (États-Unis), au cours duquel il relate une obsession dévorante qu'il qualifie de passion amoureuse et sexuelle pour la jeune fille.
Dans la deuxième partie du roman, Lolita s'enfuit avec un autre homme, et Humbert erre à leur recherche pendant trois ans, refaisant le chemin à l'envers dans le but de trouver des indices de cet homme. À la fin du roman, Lolita lui écrit, il la rejoint, et comprenant qu'il l'aime toujours bien qu'elle ne soit plus une nymphette, lui propose de partir avec lui, ce qu'elle refuse. Il lui arrache le nom de l'homme avec qui elle s'était enfuie, Clare Quilty, va le tuer, puis meurt d'une crise cardiaque en prison avant son procès. Ce récit confessionnel est supposé avoir été écrit en prison et édité par un ami de son avocat.
Le sujet du livre provoqua à sa sortie scandale et censure, mais le roman est désormais reconnu comme un chef-d'œuvre de la littérature moderne ; il est souvent cité comme l'une des œuvres les plus marquantes du XXe siècle. Il apparaît ainsi dans de nombreuses listes de bibliothèque idéale établies par des personnes ou organismes des milieux littéraires.
Nabokov explore plusieurs thèmes, dont certains déjà présents dans ses ouvrages précédents. Outre la pédophilie et l'inceste qui sont au centre de l’œuvre, il traite de la psychanalyse, de la dualité, de l'errance, du décalage entre la culture des États-Unis et celle de l'Europe.
Le roman est émaillé de références littéraires et poétiques, que ce soit dans la bouche de Humbert ou, plus explicitement, dans le jeu de piste culturel que Quilty a laissé à Humbert et que ce dernier utilise lors de sa recherche de Lolita.
Le choix de Nabokov d'utiliser un point de vue narratif interne dans un récit à la première personne dont Humbert est le narrateur réserve au lecteur la responsabilité d'établir (ou non) un jugement moral vis-à-vis du personnage principal. En effet, le mot « pédophilie » n’apparaît presque pas sous la plume de Humbert, tandis que les occurrences du mot « viol » restent rares et circonscrites à des contextes particuliers. Les descriptions de Lolita et de son comportement sont par définition non fiables : ainsi, leur première relation sexuelle est présentée comme un jeu à l'initiative de Lolita.
Aujourd'hui, le terme « lolita » est devenue une antonomase, type particulier de synecdoque où un nom propre est utilisé comme nom commun : comme nymphette, autre mot entré dans le langage courant, il est utilisé pour décrire une fillette perçue comme « aguicheuse ».
Interrogé en 1975 par Bernard Pivot sur le plateau d’Apostrophes, Nabokov précise : « Lolita n'est pas une jeune fille perverse, c'est une pauvre enfant que l'on débauche, dont les sens ne s'éveillent jamais sous les caresses de l'immonde monsieur Humbert ».

## Description du roman

### Résumé

#### Avant-propos

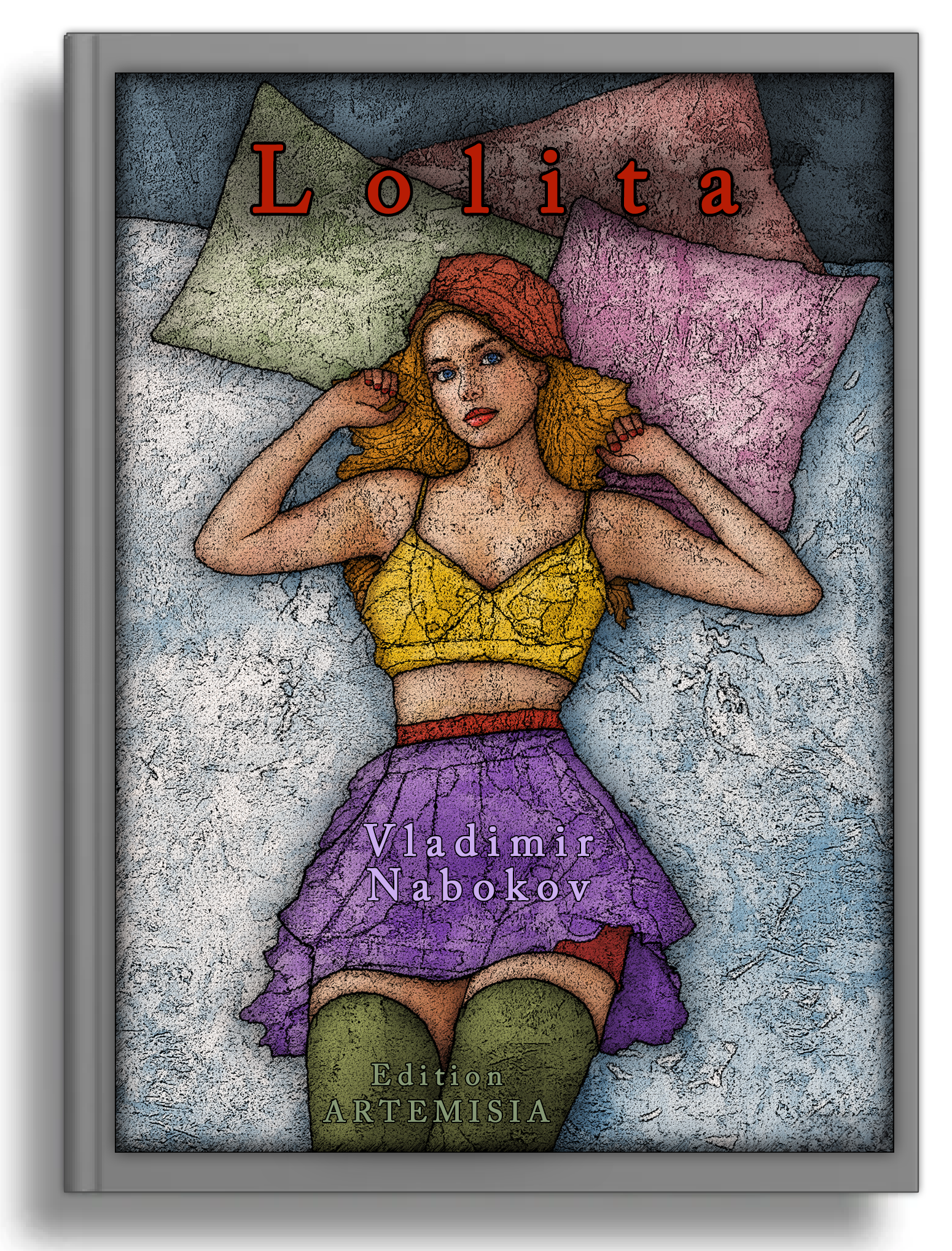
Couverture illustrée par Hugo Heikenwaelder pour une édition de 1999.

Le livre se présente comme la longue confession de Humbert Humbert, rédigée en prison avant son procès pour le meurtre de Clare Quilty. Humbert étant mort d'un infarctus quelques jours avant le début de son procès, le livre est censément publié en 1955 par un ami de l'avocat de Humbert, le Ph. D. John Ray Junior au motif de ses qualités littéraires mais aussi en tant que « document clinique » qui « prendra rang parmi les classiques de la psychiatrie ». Les noms des protagonistes et des lieux sont censés avoir été changés, à l'exception notable de celui de l'héroïne éponyme, dont « le prénom est trop étroitement intégré dans la fibre profonde de l'œuvre pour tolérer un changement ».

#### Première partie
Né en 1910 à Paris, le narrateur révèle, dès le début de sa confession, qu'à l'âge de 13 ans, en 1923, il vécut un amour passionné et inassouvi pour Annabel Leigh, une jeune fille de son âge, lors de vacances sur la Riviera où son père possédait un palace. La jeune fille mourut du typhus quelques mois plus tard et il garda pendant vingt-quatre ans la nostalgie de cette « enfant initiale ».
Devenu professeur de littérature, conscient de son attirance pour certaines jeunes filles qu'il appelle les « nymphettes », il ne trouve à satisfaire ses pulsions que dans une sexualité tarifée. Son mariage désenchanté, contracté pour des raisons « alimentaires », se termine par une scène cocasse où il apprend l'infidélité de son épouse. Après son divorce, il quitte alors l’Europe pour les États-Unis où un « oncle d’Amérique » lui a légué un petit héritage à condition qu’il s’occupe de ses affaires.
Après quelques vicissitudes, dont deux séjours en hôpital psychiatrique entrecoupés par une expédition dans le Nord canadien, il se met en quête d'un endroit calme pour étudier à loisir. C'est finalement chez Charlotte Haze, à Ramsdale en Nouvelle-Angleterre (ville fictive du New Hampshire), que Humbert s'installe, après avoir aperçu à la fin de sa visite la fille de sa logeuse en train de prendre un bain de soleil sur la pelouse. Cette vision lui rappelle son amour de jeunesse. Dès les premiers jours de son emménagement, complètement subjugué par la fillette, il fait tout pour se rapprocher de Dolores Haze, âgée de 12 ans (surnommée « Lo », « Lola », « Dolly », « Dolores » ou « Lolita »). Cependant, Charlotte, veuve depuis quelques années, s'est rapidement amourachée du séduisant Humbert et décide d'écarter l'adolescente en l'envoyant pour tout l'été dans un camp de vacances pour jeunes filles. Le jour même du départ de Lolita, Charlotte déclare sa flamme à Humbert et le somme de l'aimer ou de quitter la maison. Nullement attiré par celle qu'il surnomme la « grosse Haze », il accepte cependant de l'épouser pour demeurer près de Lolita. Peu de temps après leur union, Charlotte découvre le journal intime de son mari dans lequel celui-ci décrit son attirance pour la fille et son dégoût de la mère. Choquée par cette découverte, elle s'enfuit précipitamment de la maison dans le but de poster des lettres dénonçant les agissements de son mari, mais est tuée par une voiture en traversant la rue. Une fillette qui se trouve dans la rue ramasse et rend les lettres trouvées sur le cadavre de Charlotte à Humbert, qui devient de facto le seul parent de Lolita, en faisant croire notamment à l'entourage de Charlotte Haze qu'il est le père biologique de celle-ci.
Humbert profite de la situation pour venir chercher dans son camp de vacances la fillette qui ignore encore la mort de sa mère. Il lui annonce, dans un premier temps, que Charlotte est hospitalisée et qu'il la ramène auprès d'elle. C'est au petit matin de leur première nuit à l'hôtel Les Chasseurs enchantés que Lolita, après avoir évoqué plusieurs expériences sexuelles avec des camarades de son âge durant son camp de vacances, a une relation sexuelle avec le narrateur, qui lui en attribue l'initiative. Elle n'apprendra par Humbert la mort de sa mère Charlotte que dans les heures qui suivront.

#### Seconde partie

Les États du Midwest sur une carte des États-Unis.

Les deux protagonistes entament ensuite un voyage erratique d'une année à travers les États-Unis. Leur périple les conduit d'État en État, de ville en ville, de motel en motel, inspirant à Nabokov une description féroce et tendre à la fois de l'Amérique des années 1940. Au terme de ce premier voyage, Lolita et Humbert emménagent à Beardsley, une ville universitaire de moyenne importance, où Lolita reprend une scolarité normale. Après cet intermède de quelques mois, ponctué de nombreuses querelles motivées par la jalousie de Humbert, ils reprennent la route à l'instigation de Lolita. Humbert s'aperçoit rapidement que leur voiture est suivie par un véhicule inconnu. Finalement, à la faveur d'un séjour à l'hôpital, Lolita parvient à s'enfuir avec son nouvel amant, Clare Quilty, un dramaturge érotomane du même âge que Humbert Humbert.
Humbert cherche longtemps Lolita, refaisant le trajet en sens inverse, fouillant dans les registres de motels à la recherche d'un indice pouvant lui apprendre le nom de son rival. Pendant cette quête il rencontre Rita, trentenaire un peu névrosée, personnage secondaire mais attachant avec qui il « fera un bout de chemin » (au sens propre et au sens figuré).
Après trois années de recherches infructueuses, Humbert a renoncé à retrouver Lolita. C'est une lettre de cette dernière, lui annonçant son mariage et sa grossesse, qui le remet sur sa piste. Elle demande à son « cher papa » de l'argent pour partir s'installer avec son mari en Alaska. Humbert se rend jusqu'au domicile de Lolita avec l'intention de tuer son mari, qu'il croit être l'auteur de l'enlèvement de sa « fille ». Là, il fait la connaissance de Dick Schiller, le mari, jeune homme malentendant à la suite d'une blessure de guerre. Humbert le juge anecdotique et comprend son erreur. Il comprend aussi qu'il désire toujours Lolita, qu'il est toujours fou d'amour pour elle, même si ce n'est plus une « nymphette ». Mais Lolita repousse ses dernières avances et Humbert lui donne alors la somme importante de quatre mille dollars et la quitte en larmes, le cœur broyé. Mais avant de partir, il lui a soutiré le nom de l'homme pour lequel elle l'avait quitté. Il se lance alors sur les traces de Quilty, finit par le dénicher dans une maison isolée et le tue de plusieurs balles de pistolet automatique lors d'une scène tragico-burlesque. Il est arrêté et c'est en prison qu'il écrit, sous le pseudonyme de Humbert Humbert, son histoire, l'histoire de sa passion pour Lolita.

### Biographie fictive de Humbert Humbert
La biographie fictive de Humbert Humbert est reconstituée à partir d'éléments biographiques et chronologiques dispersés dans le texte par Nabokov.
- 1910 : naissance de Humbert Humbert à Paris. Son père est citoyen suisse, sa mère est anglaise née Dunn.
- 1913 : décès accidentel de sa mère. Il est éduqué par sa tante maternelle Sybil.
- Été 1923 : il tombe amoureux d'Annabel Leigh, âgée de 13 ans. Quatre mois plus tard, Annabel meurt du typhus à Corfou.
- 1923-1926 : études au lycée de Lyon.
- Études à Londres et Paris.
- Il est professeur d’anglais à Auteuil puis dans une école de garçons. Il est déjà conscient de son attirance pour les très jeunes filles.
- 1935 : mariage avec Valeria Zborovsky.
- Été 1939 : il décide d’émigrer en Amérique afin de toucher l’héritage d’un oncle.
- 1939 : divorce (sa femme le quitte pour un autre homme).
- Hiver 1940 : séjour au Portugal.
- Fin 1940 : arrivée à New York. Parallèlement à un travail de rédacteur publicitaire, il rédige pendant deux ans une Histoire comparée de la littérature française.
- 1942 : séjours en hôpital psychiatrique.
- 1943-1945 : en mission scientifique dans le Nord du Canada.
- 1946 : nouveau séjour en hôpital psychiatrique.
- Juin 1947 : il loue une chambre chez Charlotte Haze à Ramsdale, Nouvelle-Angleterre, et fait la connaissance de sa fille Dolorès dite Lolita (née le 1er janvier 1935).
- Juillet 1947 : mariage avec Charlotte Haze.
- Août 1947 : décès accidentel de Charlotte Haze.
- Août 1947 : il devient l’amant de Lolita.
- Ils commencent un voyage automobile d'une année et de 48 000 kilomètres dans le Midwest.
- Août 1948 : ils s’installent à Beardsley où Lolita entre dans une institution privée.
- Printemps 1949 : nouveau voyage entamé à l'instigation de Lolita.
- Juillet 1949 : Dolorès profite d’un séjour à l’hôpital pour s’enfuir avec Clare Quilty, qui les suivait depuis leur départ de Beardsley.
- Humbert retourne aux motels où ils ont séjourné pour trouver un indice sur le nom du ravisseur.
- Été 1950 : début d’une errance de deux ans en compagnie de Rita.
- 18 septembre 1952 : il reçoit une lettre de Lolita.
- 23 septembre 1952 : il revoit Lolita pour la dernière fois.
- Fin septembre 1952 : il tue Clare Quilty.
- 16 novembre 1952 : il meurt en prison d'un arrêt cardiaque quelques jours avant le début de son procès.
- 25 décembre 1952 : Lolita meurt en couches à Gray Star en mettant au monde une fille mort-née.

### Personnages
- Humbert Humbert

Personnage central du roman, on n'en connaît que ce qu'il veut bien dire de lui. Son nom n'est pas donné. Le pseudonyme Humbert Humbert, prénom doublé, peut faire référence à Ombre ou à Homme (Hombre en espagnol). Nabokov explique également que Humbert Humbert est dans la prison de sa passion. Il cite un article de journal relatant qu'après des mois d'efforts, un dresseur a pu enseigner à un singe à dessiner au fusain, le premier dessin de l'animal représente l'ombre des barreaux de sa cage. Selon lui, comme le singe, son personnage ne voit que les barreaux de sa propre prison, c'est pour cela qu'ils sont figurativement représentés dans la répétition Humbert-Humbert-Humbert-…
- Dolorès Haze ou Lolita

Objet du désir de Humbert, elle est née le 1er janvier 1935 à Pisky. Elle a été conçue au Mexique durant la lune de miel de ses parents, Harold et Charlotte Haze. Plus tard la famille déménage à Ramsdale. Alors qu'elle a 12 ans, en 1947, sa mère épouse Humbert en secondes noces. Lorsque sa mère meurt cette même année, elle se retrouve sous l'autorité de son beau-père qui utilise différents moyens pour obtenir d'elle des rapports sexuels. Elle finit par s'enfuir avec Clare Quilty, qui l'abandonne lorsqu'elle refuse de figurer dans un film pornographique. Elle épouse alors Richard Schiller à 16 ans et meurt le 25 décembre 1952 à 17 ans, en donnant naissance à un bébé mort-né.
- Clare Quilty

Né en 1911 à Ocean City, il est diplômé de l'université de Columbia. Il devient écrivain et écrit plusieurs pièces de théâtre, notamment La Petite Nymphe et L'Amour d'un père, qui dévoilent ses penchants sexuels. Pédophile reconnu, il s'enfuit avec Lolita en 1949. Lolita refusant de tourner un film pornographique pour lui, il l'abandonne. Il est retrouvé en 1952 par Humbert, lequel le tue.
- Annabel Leigh

Annabel est la fille d'une mère autrichienne et d'un père britannique. Elle est le premier amour de Humbert, lorsqu'ils avaient 13 ans, sur la Riviera. Elle meurt du typhus à Corfou peu après leur rencontre.
- Charlotte Haze

Charlotte est la mère de Lolita, veuve de Harold Haze. Elle loue une chambre à Humbert, tombe amoureuse de lui et le mène au mariage. Elle meurt dans un accident de la route juste après avoir découvert l'obsession de Humbert pour sa fille. Elle est présentée comme un archétype de prétention et de la classe moyenne américaine.
- Valérie Zborovsky

Valérie est la première femme de Humbert. Elle est la sœur d'un médecin polonais. Elle trompe Humbert avec un chauffeur de taxi russe à Paris puis, après son divorce en 1939, épouse son amant russe et part avec lui vivre en Californie. Elle meurt en couches en 1945.
- Gaston Godin

Gaston est un ami de Humbert et son partenaire d'échecs à Beardsley. Peintre amateur, Godin est célibataire et secrètement attiré par les jeunes garçons. La double initiale GG est à rapprocher de la double initiale HH, faisant de Godin un miroir de Humbert.
- Richard Schiller

Richard devient le mari de Lolita, après sa fuite. Il est mécanicien, vétéran de guerre et malentendant.
- Mona Dahl

Mona est une amie de Lolita à Beardsley. D'un an plus âgée que Lolita, elle tente de séduire Humbert, probablement à la demande de Lolita. Elle aide celle-ci à fuir avec Quilty.
- Charlie Holmes

Charlie est le fils de la chef du camp de vacances Q. Premier amant de Lolita, lorsqu'ils ont 13 ans, il meurt à la guerre de Corée quelques années plus tard.
- Barbara Burke

Barbara est une amie de Lolita au camp de vacances Q. Elle couche avec Charlie Holmes puis incite Lolita à faire de même.
- Gustav Trapp

Gustave est le cousin suisse de Humbert. Humbert se persuade que Trapp le suit, alors qu'il s'agit de Quilty. Son nom fait référence à un piège (trap en anglais).

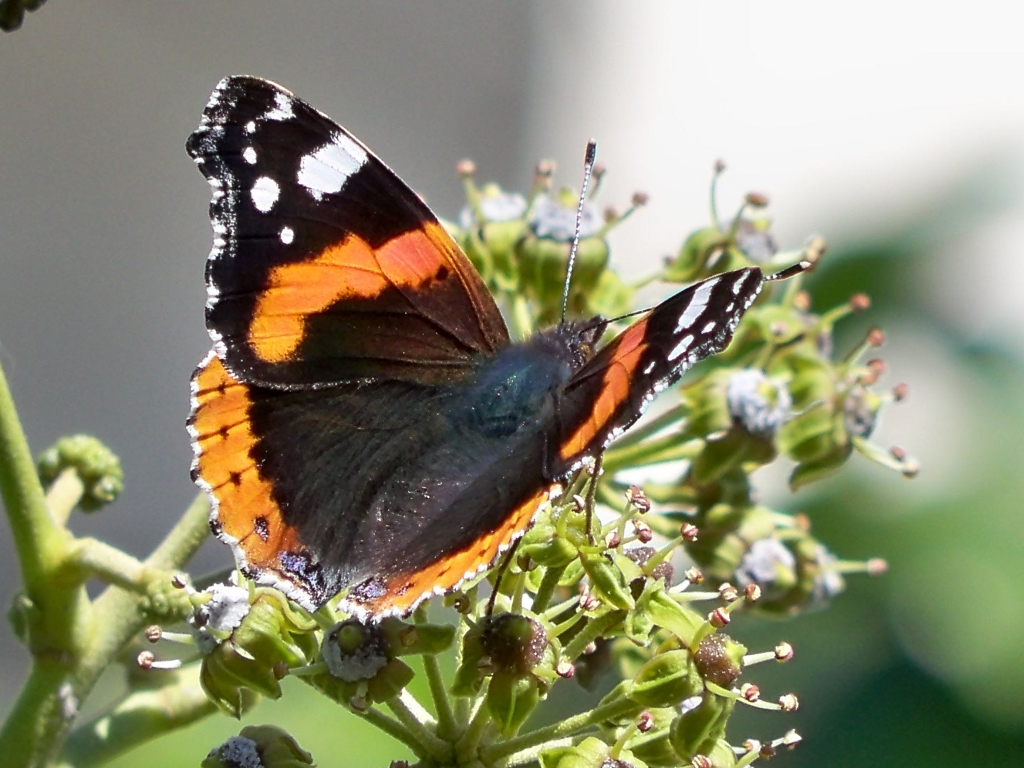
Vanessa atalanta.

- Vanessa Leigh (née Vanessa Van Ness)

Vanessa, de nationalité autrichienne, est la mère d'Annabel Leigh. Son nom contient plusieurs allusions : Loch Ness, Vanessa atalanta (papillon vulcain de la famille des Nymphalides).
- Rita

Rita est une femme que Humbert emmène avec lui lors de sa recherche de Lolita. Elle est un peu névrosée, un peu alcoolique, très affectueuse, sans prétention artistique ou intellectuelle particulière, honnête et simple. Par rapport aux deux femmes précédentes de Humbert, Charlotte Haze et Valérie Zborovsky, Rita est décrite comme meilleure en tout, sauf en intelligence. Elle reçoit 700 $ par mois de son frère aîné, à condition qu'elle n'entre pas dans la ville où il habite. Après avoir eu trois maris et de nombreux amants, elle rencontre Humbert et le suit comme si elle n'avait rien de mieux à faire. Ils vivent ensemble pendant deux ans, ont des relations quasi-normales de couple et d'échange ; cependant, dans ses mémoires, Humbert éclipse pratiquement sa description et même son existence. En effet, elle n'apparaît que dans sept paragraphes dans le chapitre 26 de la seconde partie.
- John Ray Junior

John Ray est l'auteur de la préface ; il est docteur en philosophie. Bien que ce ne soit pas mentionné explicitement, il semble l'auteur de l'étude sur les perversions, distinguée par le prix Poling ; plusieurs allusions faites dans le récit de John Ray laissent supposer que l"étude est de lui. Il est ami de l'avocat de Humbert, et, de la sorte, destinataire du manuscrit qu'il choisit de publier « à des fins d'études ». Son nom est un hommage à John Ray senior, naturaliste.
- Aubrey McFate

Aubrey est un camarade de classe de Lolita. Humbert le découvre dans la liste des élèves. Il incarne la destinée (« fate » en anglais).

## Publication

### Origine et accueil du roman

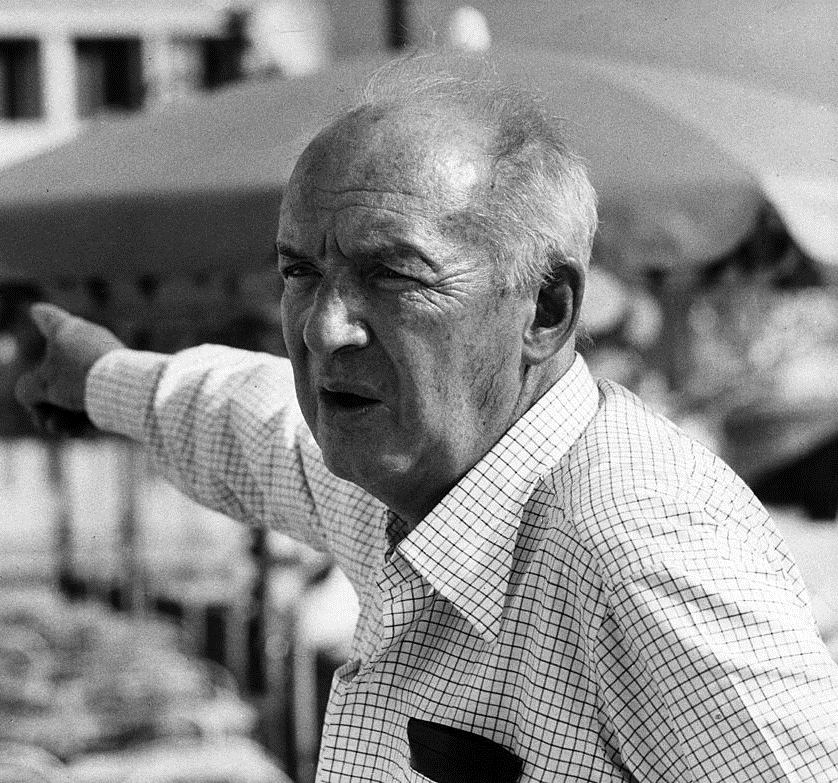
Vladimir Nabokov en 1973.

Le thème de la passion d’un homme mûr pour une adolescente traverse de loin en loin l’œuvre de Nabokov. Déjà présent dans une nouvelle écrite en 1927, Conte de ma mère l’oie, ainsi que dans Rire dans la nuit (écrit dans les années 1930), il connaît un nouveau développement en 1939 dans une longue nouvelle intitulée L'Enchanteur. Le personnage de l'enfant aux charmes impubères se retrouve également dans son premier roman, Machenka (via son premier amour transposé), puis, après Lolita, dans le personnage d'Ada de Ada ou l'Ardeur, celui d'Armande de La Transparence des choses ou encore ceux de Dolly et Bel de Regarde, regarde les arlequins !.
Le livre faillit ne jamais sortir car, quelques années avant sa parution, Nabokov, las de ne pas voir la fin de ce roman, avait envisagé de brûler son manuscrit. Il raconte que c’est vers 1949 à Ithaca, aux États-Unis, que « la palpitation » le reprit et qu’il s’attela à l’écriture de ce qui allait devenir son chef-d’œuvre. On admet aujourd'hui que Lolita fut achevé le 6 décembre 1953, soit quatre ans après sa mise en chantier.

Dans un premier temps, le manuscrit fut refusé par six éditeurs américains qui craignaient des poursuites judiciaires ou morales, ou souhaitaient modifier le livre dans un sens « moral ». Nabokov se résolut à le faire publier par Olympia Press, à Paris, en 1955. Malgré un catalogue prestigieux (Jean Genet, Samuel Beckett, etc.), la maison d'édition fondée par Maurice Girodias, le fils de Jack Kahane, qui avait notamment édité Ulysse de James Joyce chez Obelisk Press, est spécialisée dans l'édition d'œuvres sulfureuses, ce que Nabokov ignore en 1954. Il qualifie plus tard les titres publiés par cette maison d'édition de « nouvelles obscènes pour lesquelles Monsieur Girodias embauchait des plumitifs afin qu'ils les confectionnassent avec son assistance ». Il ajoute cependant : 

« Aurais-je accepté joyeusement de le laisser publier Lolita si j'avais connu en mai 1955 la nature exacte de la souple épine dorsale de sa production. Voilà une question douloureuse à laquelle j'ai longuement réfléchi. Hélas, j'aurais probablement accepté, moins joyeusement sans doute. »

Nabokov savait que le sujet allait choquer. Selon lui, l'Amérique puritaine de l'époque connaît trois tabous. Outre la pédophilie et l’inceste, abordés dans Lolita, il y a le « mariage négro-blanc retentissant et glorieux, produisant une multitude d'enfants et de petits-enfants ; et un athée endurci à la vie heureuse et utile, mourant dans son sommeil à l'âge de 106 ans,. »
Un an après sa parution en France, le roman est censuré,. La censure est levée un temps en 1958. Entre-temps, Gallimard a publié une traduction en français. Dès lors, la censure de la version anglaise n'est qu'anecdotique. Le livre sort en 1958 aux États-Unis, chez Putnam, et connaît un grand succès, restant pendant 180 jours en tête des meilleures ventes du pays. Lolita est même le second roman, après Autant en emporte le vent de Margaret Mitchell (1936), à atteindre le seuil des 100 000 exemplaires vendus en trois semaines. Depuis, Lolita s'est vendu à plus de 15 millions, d'exemplaires dans le monde.

### Les traductions françaises
La première traduction en français de Lolita fut faite par Éric Kahane, le frère de Maurice Girodias, et publiée par Gallimard en 1959.
En 2001, le roman a été réédité avec une nouvelle traduction de Maurice Couturier et un avant-propos expliquant que la première traduction différait considérablement du texte original, le rendant parfois incompréhensible, et aurait été désavouée par Nabokov. Parlant couramment le français, il aurait en effet exprimé son désir de retravailler la traduction de Lolita, mais n'aurait jamais trouvé le temps de s'y atteler. Cette affirmation, que Couturier fonde sur des lettres de Nabokov, est remise en cause par d'autres spécialistes qui affirment que la première version publiée par Gallimard avait été corrigée et approuvée par Nabokov.
Les deux versions ont leurs forces et leurs faiblesses. Oustinoff explique que la seconde gagne en fidélité mais pas forcément en fluidité ni en poésie, la première ayant, pour certains, tous les attributs d'une adaptation plus que d'une véritable traduction, ce qu'on appelle une « belle infidèle ».

### Traduction russe
Nabokov traduit son roman en russe, dix ans après sa première publication en anglais. Il travaille à cette traduction pendant une demi-année et termine en mars 1965. Le roman est publié chez l'éditeur new-yorkais Phaedra en 1967. Bien que le russe soit sa langue maternelle, Nabokov est très déçu par le résultat obtenu. Il ajoute un post-scriptum dans lequel il reconsidère sa relation avec le « merveilleux langage russe » dont il aurait « attendu pendant tant d'années de pouvoir ouvrir cette porte verrouillée » pour finalement se rendre compte que ce qui était derrière « n'est plus que souches desséchées et vacuité automnale sans espoir ».
En dépit de la déception de Nabokov, le roman est reçu avec un grand enthousiasme en Russie. Le critique exilé Vladimir Weidle souligne le rôle important qu'a joué cette traduction dans le maintien du langage littéraire russe. Il cite le dictionnaire bilingue anglo-russe de ce roman : English-Russian Dictionary of Nabokov's "Lolita" d'Alexander D. Nakhimovsky.

### Adaptation au cinéma
Le roman a fait l'objet de deux adaptations cinématographiques :
- en 1962 avec Lolita de Stanley Kubrick ;
- en 1997 avec Lolita d'Adrian Lyne.

Une des principales différences entre les deux films réside dans la place donnée au personnage de Clare Quilty. Nabokov, dans son roman, traite le personnage de Quilty en filigrane, il est suggéré, jamais décrit, jamais clairement identifié, jusqu'à son apparition finale. À l'inverse, Kubrick fait de Quilty un personnage de premier plan, nommé à de nombreuses reprises, et véritablement sur le devant de la scène. Non seulement l'apparition finale de Quilty est déplacée en début du film, mais le personnage lui-même est placé au tout premier plan, juste devant la caméra, pendant que Humbert est relégué au fond du décor ou dans des plans de coupe.
Cette approche de Kubrick tient peut-être au fait que Quilty était joué par Peter Sellers, son acteur fétiche, qu'il réutilisa dans trois des principaux rôles dans son film suivant Docteur Folamour, et qu'il aurait naturellement mis en valeur par rapport à James Mason, qui interprétait Humbert. Il n'est pas impossible aussi que le jeu fantasque et la personnalité ingouvernable de Peter Sellers aient influencé Kubrick.
L'appréciation du film est une pomme de discorde entre les défenseurs de Kubrick et ceux de Nabokov.
La deuxième version, avec Jeremy Irons, tente de se rapprocher du roman, notamment en replaçant Quilty au second plan et en rendant plus explicite la relation sexuelle mais surtout en évoquant le passé pré-Lolita de Humbert, qui avait été occulté par Kubrick, mais qui joue un rôle essentiel dans le roman de Nabokov.

Dans le film de Kubrick
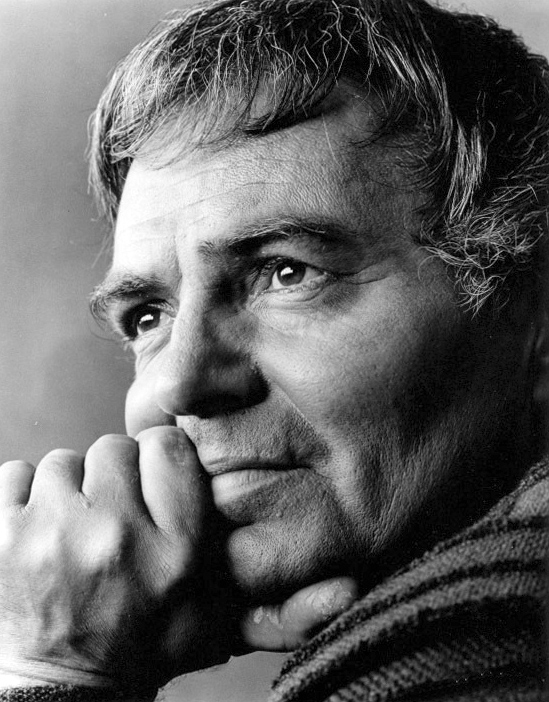
James Mason en 1964 (Humbert).
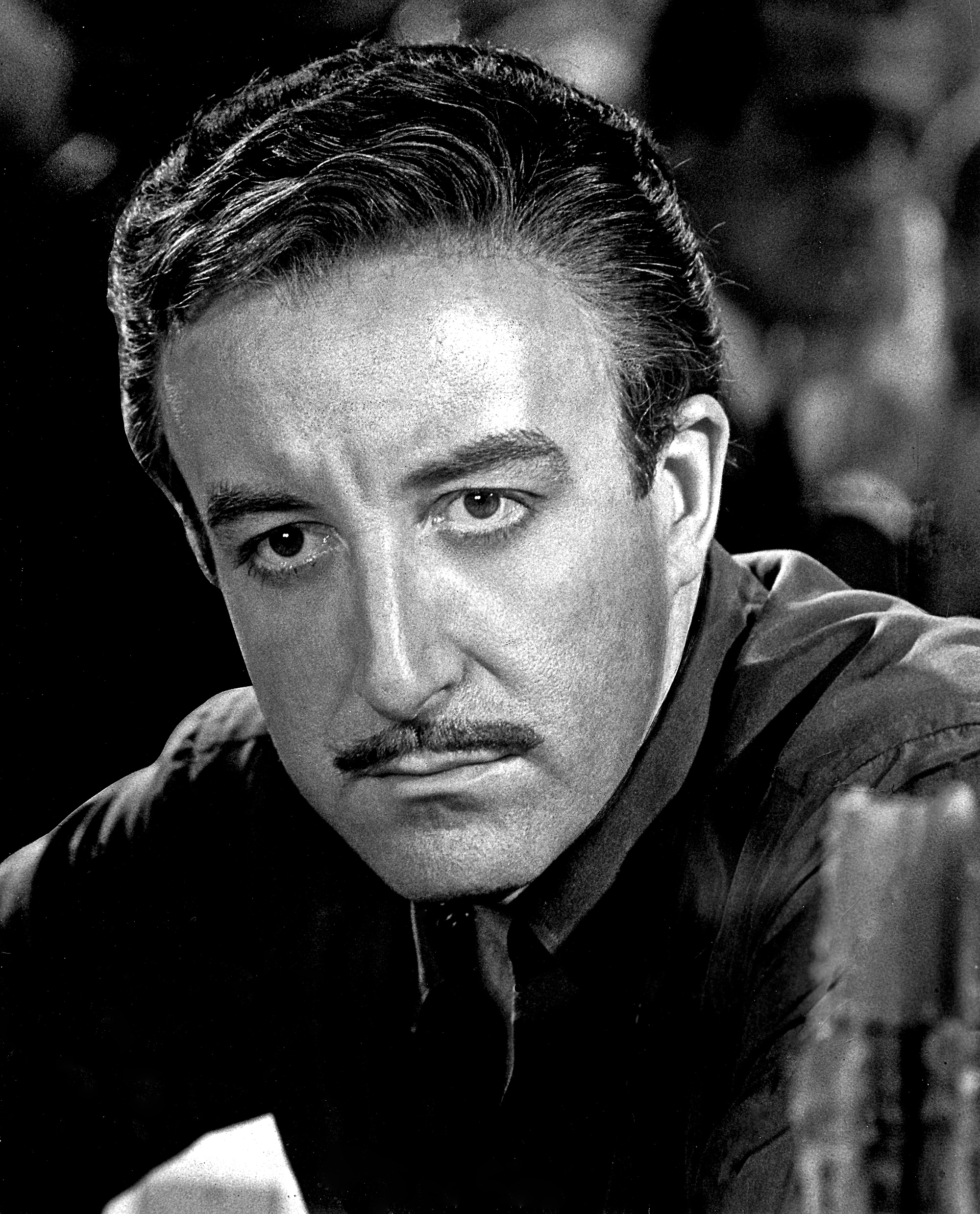
Peter Sellers en 1966 (Quilty).
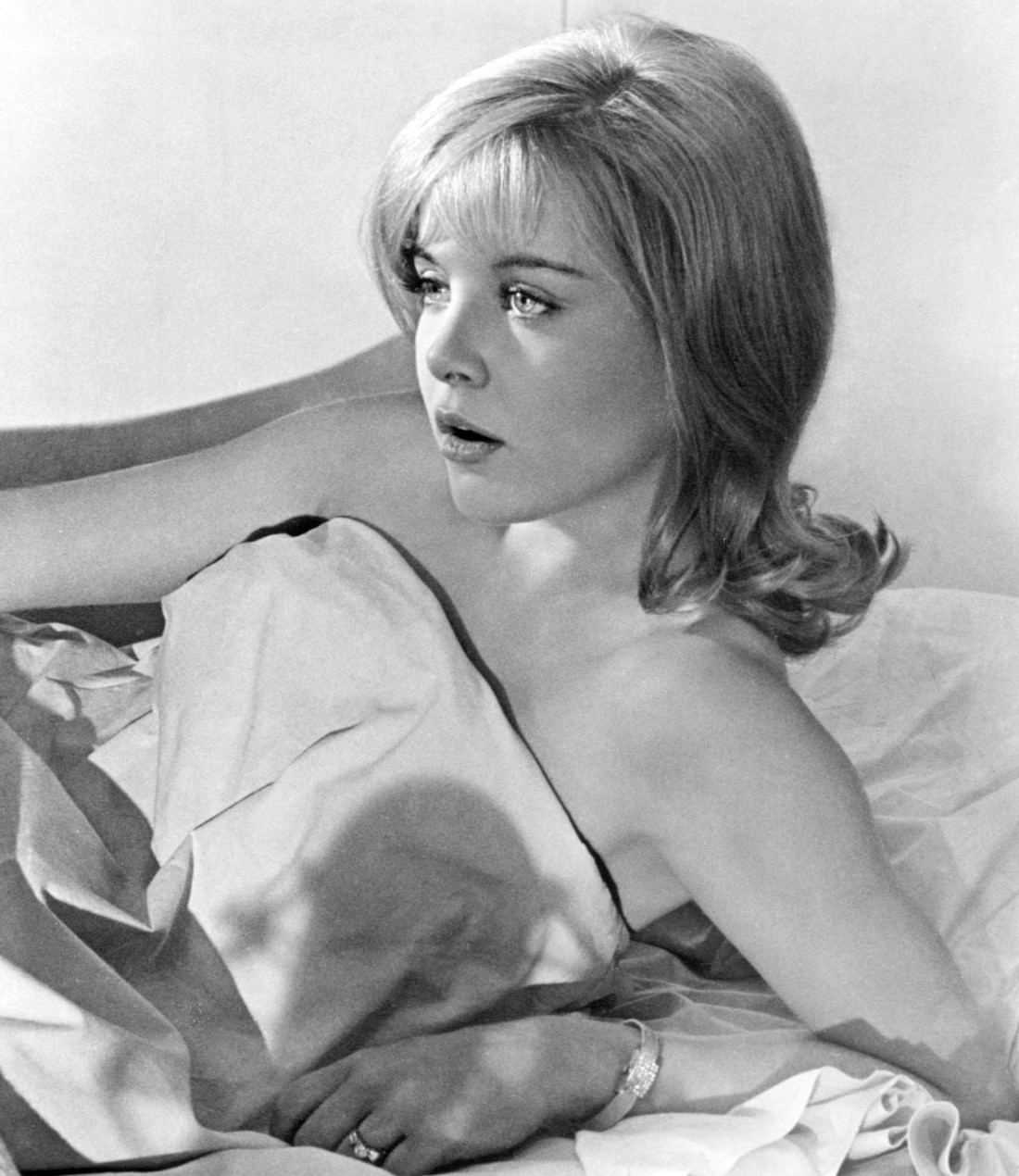
Sue Lyon en 1967 (Lolita).

Dans le film de Lyne
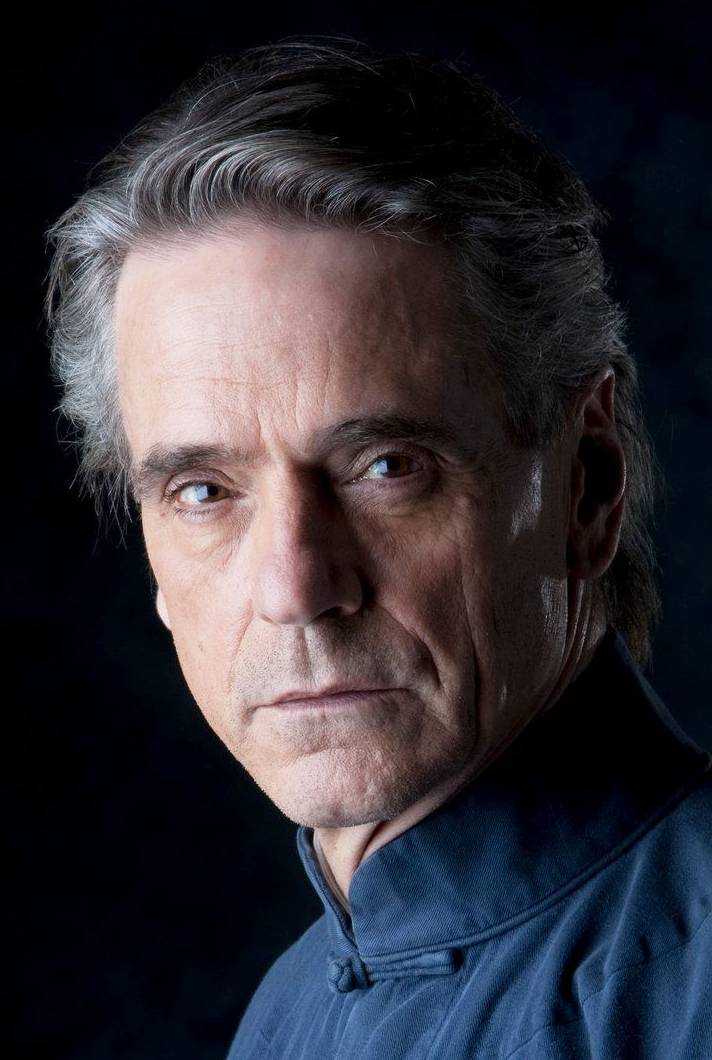
Jeremy Irons en 2014 (Humbert).
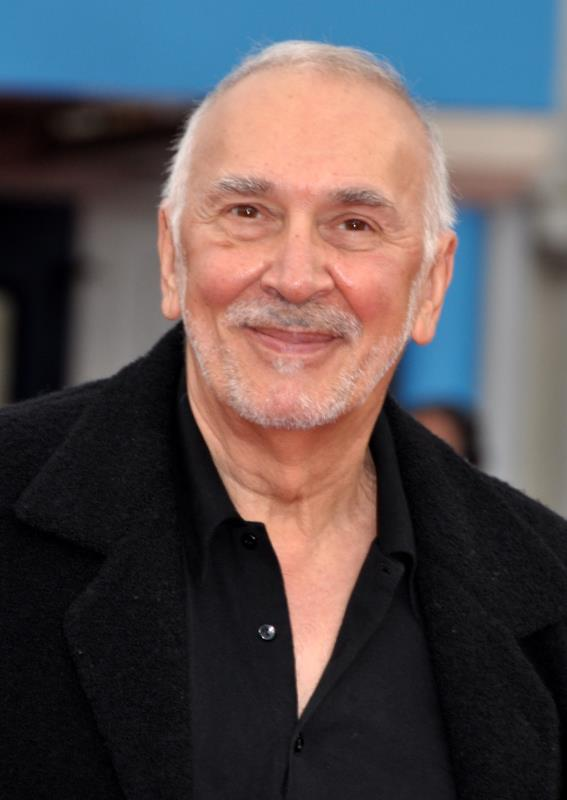
Frank Langella en 2012 (Quilty).
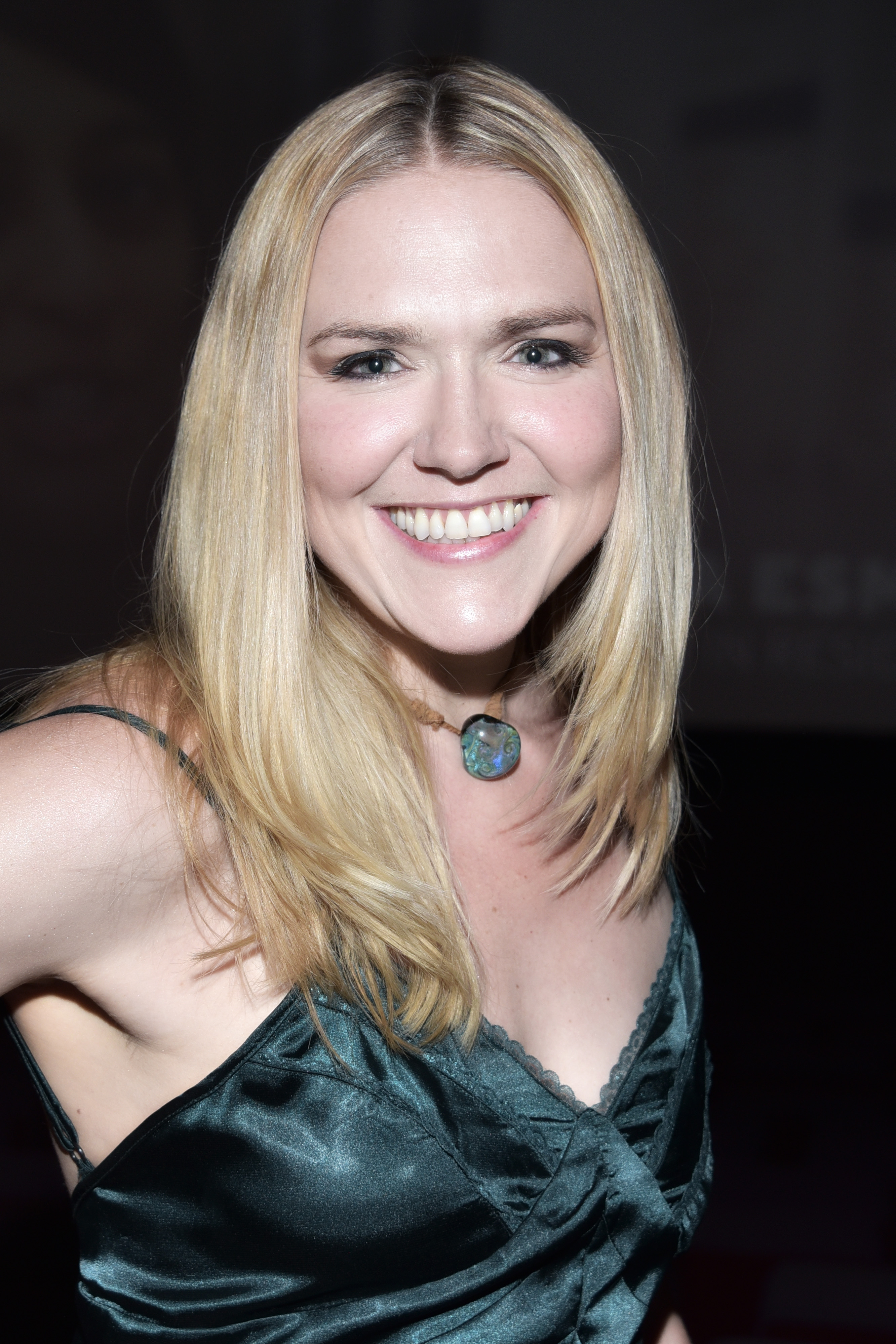
Dominique Swain en 2017 (Lolita).

## Analyse de l'œuvre

### Pédophilie
Le roman étant rédigé à la première personne du point de vue de Humbert, le mot « pédophilie » n'est presque pas employé, alors que Humbert est clairement pédophile (c'est-à-dire « attiré sexuellement par les enfants prépubères ou en début de puberté »). Le choix des mots, la description des actes et même des personnages sont issus de l'esprit de Humbert. Ce dispositif occulte le point de vue des autres personnages, en particulier celui de l'autre personnage principal, Lolita.
Dans son article « Le fantasme de Pygmalion » où elle étudie trois destins de Pygmalion, le sculpteur, le professeur Higgins et Humbert Humbert, Sophie de Mijolla-Mellor reconnaît dans ce texte littéraire un document clinique particulièrement riche pour l'étude du lien entre le fantasme d’emprise relativement banal d'un pédophile et sa folie de prédateur. Elle explique que le fantasme du pédophile ne s'exprime envers la fillette que sur des traits minimes qu'il est seul à voir et qu'il ne s'explique pas lui-même :

« Le pédophile pour sa part n’a pas d’intérêt pour la plupart des fillettes qu’il croise qui lui paraissent informes et sans charme, il est en revanche captivé par des traits minimes qu’il esquisse au passage de certaines et, totalement inconscient de ce qui l’émeut ainsi, il va se donner un droit parfois illimité sur cet objet qui incarne son fantasme. »

Humbert éprouve pour Lolita une passion sans bornes. Il est à la fois amoureux et obsédé sexuellement par la jeune fille. Si Humbert attribue initialement à Lolita des comportements proches du flirt et l'initiative de leur premier rapport sexuel, il rapporte par la suite les différents moyens de pression (argent de poche, autorisations de sortie, loisirs) qu'il met en place pour obtenir des rapports sexuels de la jeune fille. Humbert la menace également des conséquences si elle le dénonçait : elle se retrouverait alors sans aucun parent et serait placée dans un orphelinat.
Humbert ne cache pas non plus le mal qu'il sait faire à la jeune fille. Il relate que Lolita se plaint d'une douleur qui l'empêche de s'assoir, d'une déchirure en elle, ou l'insultant et le menaçant. Cependant l'insulte est adoucie par la façon dont Humbert la rapporte, il intercale « me gratifiant d'un sourire exquis » ou « plaisantait-elle » dans la litanie des reproches.
Il relate aussi que la jeune fille pleure chaque nuit (il insiste sur cette constance) et qu'il l'entend quand il feint de dormir. Il se décrit comme un « monstre pentapode », « méprisable et brutal », souffrant lui-même du mal qu'il lui fait certains jours où il a pleinement conscience.
Les scènes sexuelles entre Humbert et Lolita ne sont décrites que de façon allusive, du point de vue du narrateur. Par exemple, Marie Bouchet évoque l'énumération des villes, motels et étapes du long itinéraire des deux personnages comme un « rideau que le narrateur tire sur ses activités nocturnes, à savoir le viol répété de la jeune fille ».

#### Approche sociologique
Le sociologue Alexander María Leroy a étudié l'hypersexualisation des jeunes filles par le biais de la sociologie de la culture. Pour lui, la Lolita inventée par Nabokov et celle portée à l'écran par Kubrick ont accompagné une évolution des mentalités qui se sont mises à envisager les jeunes filles comme de potentielles « adolescentes fatales ». Le nom commun lolita est alors à voir, d'après ses analyses, comme le témoignage d'une adhésion à la perception du personnage nympholepte Humbert Humbert transformant les adolescentes en actrices sexuelles, voire en prédatrices, pour justifier les rapports relevant légalement du détournement de mineures.

### Procédés littéraires
En utilisant un point de vue narratif interne, Nabokov choisit de ne pas prendre parti sur la nature morale de la relation entre Humbert et Lolita, du moins dans la première partie. Il entraîne son lecteur dans les tréfonds de l'âme de Humbert mais sans lui permettre de garder le recul nécessaire lorsqu'il franchit les codes moraux à la suite de Humbert. Dans une étude de Lolita, Jacques Sohier écrit que « Nabokov prend le parti de l’autonomie de l’art par rapport à l’éthique, façon de dire que l’art ne tire pas à conséquence. » Seule une lecture avertie donne au lecteur la possibilité de garder ses distances, ce que Jacques Sohier appelle un regard de clinicien. Maurice Couturier expose la problématique en ces termes : 

« Cela soulève le problème, jamais vraiment résolu, du rapport entre l’éthique et l’esthétique, problème qui ne se pose d’ailleurs pas nécessairement dans les mêmes termes pour tous les genres littéraires. »

La position de Nabokov est claire, il désapprouve la sexualité de Humbert. Il a justifié sa démarche de nombreuses fois, son propos étant d'écrire un roman d'amour dans une orientation perverse : « Ce livre est de tous mes livres celui qui a été le plus difficile à écrire — il traitait d'un thème si étranger, si éloigné de ma vie affective que j'ai éprouvé un plaisir tout particulier à faire appel à toutes mes ressources de « combinateur » pour le rendre réel. » Lila Azam Zanganeh précise que pour préparer ce roman, Nabokov avait rédigé une multitude de fiches sur les jeunes filles, allant du vernis à ongle au jargon new-age, en passant par la croissance de la poitrine, les tampax et la musique du moment, se forçant même à prendre des autobus d'Ithaca pour écouter des conversations de collégiennes.
L'apparition de Clare Quilty est l'occasion pour Nabokov de donner au lecteur un recul sur le côté prédateur de Humbert. Le nom même de Quilty (Guilty = coupable) est choisi pour montrer son rôle, à savoir faire apparaître de la culpabilité chez Humbert, que ce soit pour ce qu'il a fait à Lolita, pour sa traque puis pour sa mise à mort de Clare Quilty. Le procédé narratif consistant à laisser Quilty inconsistant, peu décrit, renvoie à Humbert et à son âme.
Nabokov utilise dans plusieurs de ses romans des procédés consistant à faire croire à la réalité des faits. Par exemple désigner une personne par son initiale comme s'il fallait protéger son identité ; le narrateur s'appelle V… dans La Vraie Vie de Sebastian Knight. Ici, le prologue de John Ray joue ce rôle, il y décrit la façon dont il retrouve un journal et déclare y avoir changé les noms sauf celui de Dolorès, et il justifie longuement son choix. En réalité, il s'agit bien d'une œuvre de fiction.

### Sexualité

#### Sexualité de Lolita
Lolita dit avoir eu des expériences sexuelles avec des camarades de son âge avant les premiers rapports sexuels obtenus par Humbert. Pour quitter Humbert, elle suit un autre homme avec qui elle a également des relations sexuelles. Plus tard, ce dernier lui demande de figurer dans un film pornographique et l'abandonne à la suite de son refus. Elle se marie à seize ans et tombe enceinte.

#### Sexualité et vie conjugale de Humbert
À l'exception de sa relation avec Annabel Leigh, la sexualité de Humbert avant Lolita n'est qu'évoquée. Le narrateur décrit toutes ses relations avec des femmes adultes, épouses, compagnes comme prostituées, comme insatisfaisantes. Il est d'abord marié avec Valérie Zborobsky mais n'est pas heureux en couple ; il fuit toute forme de contact avec sa deuxième femme Charlotte Haze, et aura plus tard une vie de concubinage sans éclat avec Rita. Humbert parle d'attirance lorsqu'il évoque ses désirs pour certaines jeunes filles, mais ne relate aucun passage à l'acte avant sa rencontre avec Lolita.

#### Autres personnages
D'autres personnages du roman voient leur sexualité dévoilée par l'intermédiaire de jeux de mots. Mesdemoiselles Lester et Fabian forment un couple lesbien, par combinaisons des début et fin de leurs noms (Les-Bian = Lesbian Lesbienne en anglais). De même les épouses Cole et Horn peuvent former Corn Hole, évoquant vulgairement la sodomie en anglais.

### Papillons, elfes et fées

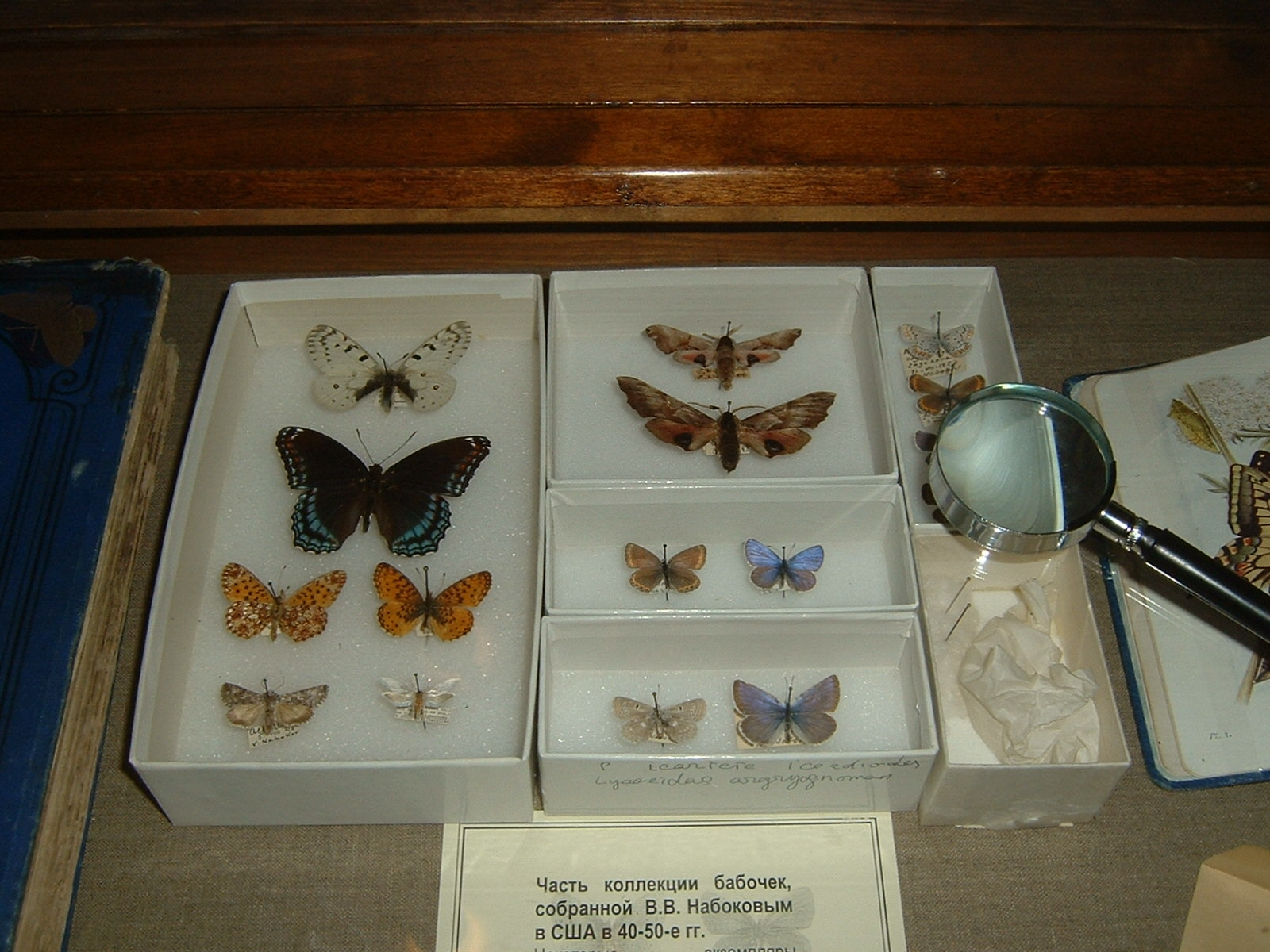
Nabokov était collectionneur de papillons.

Le thème de la métamorphose est exploré à travers les papillons et l'entomologie. Il s'agit ici de la transformation d'une jeune fille, très clairement identifiée comme étant la nymphe, en adulte. En témoignent, entre autres exemples, les noms de Vanessa Atalanta (nom latin du vulcain, un papillon de la famille des nymphalidés), la mère d'Annabel Leigh, le patronyme de Miss Phalen (mot français phalène anglicisé), le nom de la ville de Lepingville, construit sur le mot d'argot leping désignant une collection de papillons, Avis Chapman, l'un des professeurs de Lolita, doit son nom à l’entomologiste Chapman, découvreur du Callophrys, tandis qu'Edusa Gold, directeur de l'établissement, renvoie au Colias edusa… Autour de la nymphe, les fées et les elfes sont aussi présents, notamment dans le nom de la ville de naissance de Lolita, Piski, mis pour pixie et dans l'hôpital Elphinstone, mis pour Elfe. Le motel où Humbert et Lolita passent la première nuit s'appelle « Les Chasseurs enchantés ». Quilty habite la rue Grimm, et plusieurs références culturelles sont spécifiquement des contes de fée, tels Hansel et Gretel, La Petite Sirène, La Belle et la Bête, Les Habits neufs de l'empereur et La Belle au bois dormant.
Humbert fait cependant quelques erreurs dans ses descriptions de papillons, que Nabokov n'aurait pas commises. Cela permet, d'après Alfred Appel, de marquer une différence de personnalité entre l'auteur et le narrateur.

### Autres thèmes explorés
Lolita explore d'autres thématiques que la relation entre les deux personnages. On y découvre ainsi le décalage entre l'Europe et les États-Unis des années 1950. Humbert est l'archétype d'un Européen raffiné, tandis que l'entourage de Lolita (et Lolita elle-même) sont l'exemple même des Américains moyens ; l'œil ironique et décalé de Humbert nous décrit ainsi la différence entre les deux cultures. La mère de Lolita est la quintessence de la mère au foyer de banlieue, bourgeoise et prétentieuse. Les deux protagonistes visitent de nombreux hôtels ou motels, Humbert tente d’intéresser Dolorès aux attractions locales mais elle ne semble intéressée que par la consommation de masse, archétype du consommateur captif et lambda décrit par les publicités ou les magazines. Nabokov cite d'ailleurs des produits, des chanteurs (Peggy Lee, Guy Mitchell, Patti Page, Jo Stafford…), pour critiquer les camps de vacances ou les institutions privées : l'école de Beardsley est une satire de l'éducation moderne.
Lolita est également un avatar du mythe féminin de Lilith (dont la prononciation, décrite par Nabokov, est : l doublé, t final), en tant que figure de la femme que l’on ne peut épouser et des amours illicites. Nabokov avait déjà exploré ce thème dans un poème publié une trentaine d’années auparavant, intitulé Lilith et dont l’héroïne est une fillette qui interrompt le coït ; là encore, il s’agit d’un des aspects de la figure de Lilith, comme femme qui détourne la sexualité de son rôle de procréation.
Les jeux intertextuels abondent dans le roman, de sorte que ce dernier constitue aussi une réflexion sur la culture littéraire et picturale. Ainsi Clare Quilty soumet-il Humbert à un jeu de piste fondé sur de nombreuses références culturelles, jeu dans lequel le détective privé engagé par Humbert échoue largement.

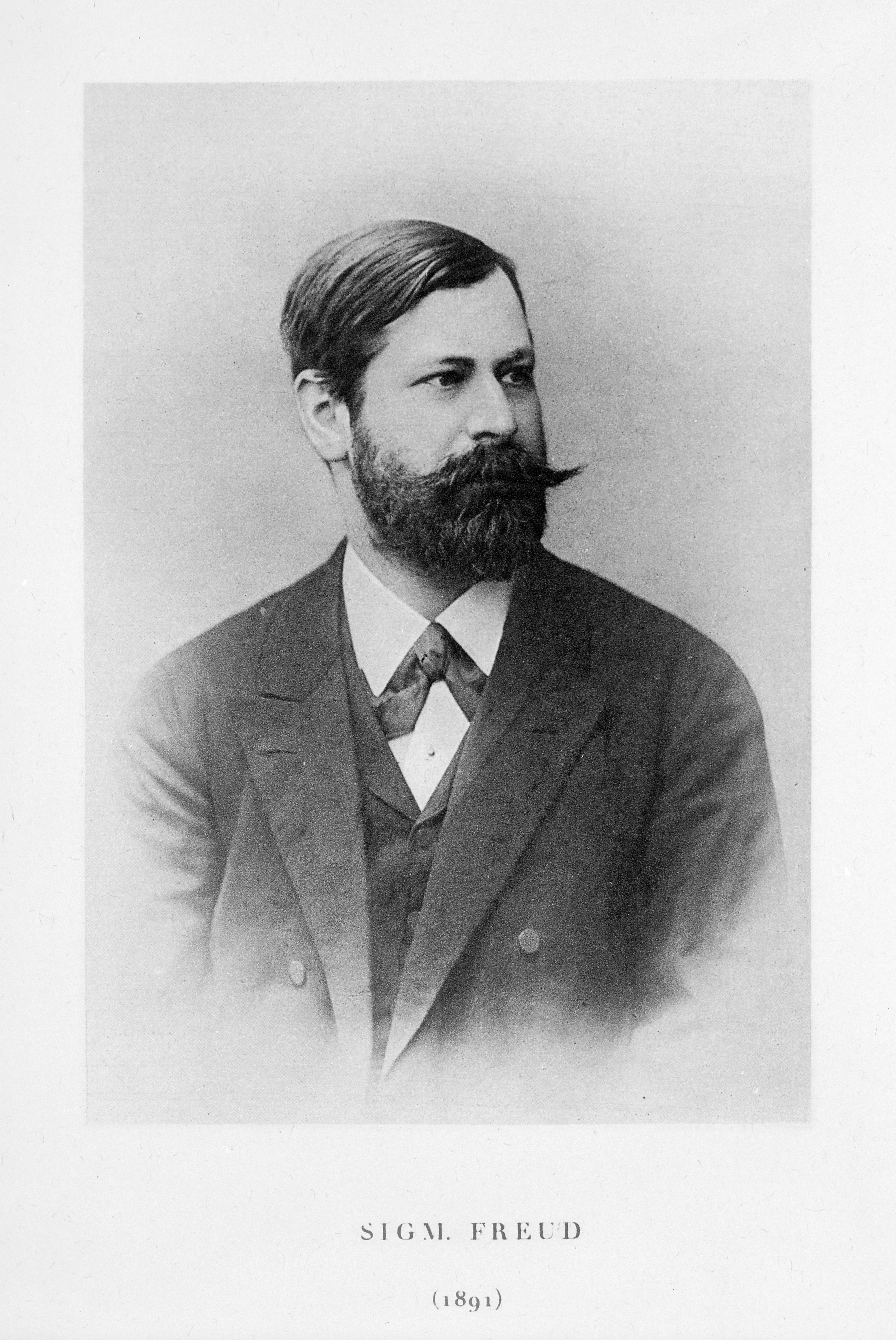
Sigmund Freud en 1891.

Dans Lolita, on trouve également quelques attaques de Nabokov contre ce qu'il appelle le « charlatanisme freudien », Humbert Humbert tournant en dérision tous les psychanalystes qu'il croise. Le mot de la fin de l'auteur indique que le mot du début attribué à un médecin est également là contre les psychanalystes.
Exception faite de sa pédophilie, Humbert est un personnage très séduisant, cultivé, drôle et raffiné. Cela rejoint de nombreuses situations mises en scène par Nabokov : un personnage génial entouré de médiocres, la médiocrité étant ici représentée par la fade Charlotte Haze, le décadent Quilty, le sot Gaston, la faible Valérie et, dans une certaine mesure, Lolita elle-même ; bien qu'il soit prêt à tout pour la posséder, l'univers superficiel et écœurant de la jeune fille l'incommode.
Humbert ressemble ainsi à John Shade (Feu pâle), Sebastian Knight (La Vraie Vie de Sebastian Knight), Van Veen (Ada ou l'Ardeur) et d'autres héros de Nabokov. Chacun de ces personnages n'est d'ailleurs jamais un génie immaculé, et si Humbert est entaché d'un vice, les autres héros de Nabokov ont tous des tares abominables qui gâchent leurs vertus communes, la sensibilité, l'humour, la culture, la créativité, la passion, qualités que l'on soupçonne chez Nabokov lui-même.
Plusieurs allusions aux jeux sont faites, notamment les échecs, les cartes et le tennis. Humbert admet un certain goût pour toutes les formes de jeux.

### Effet miroir ou dualité
La dualité, c'est-à-dire l'association par paire de deux personnages dans un effet de renvoi dos à dos et de mise en relief de leurs différences, se retrouve fréquemment dans les romans de Nabokov. En particulier dans La Vraie Vie de Sebastian Knight, le narrateur est le demi-frère de Sebastian, l'un écrivain, l'autre non-littéraire mais capable de juger les clichés du monde littéraire et, dans un second niveau de lecture, représentant chacun partiellement ce qu'est Nabokov et ce qu'il n'aime pas du milieu dans lequel il vit. En effet, le narrateur est un russe en exil, avec le même parcours d'étude que Nabokov, et le demi-frère est écrivain avec la même carrière que Nabokov. Ils critiquent leurs mondes respectifs, comme Nabokov aurait pu le faire. On trouve aussi, dans La Méprise, l'effet miroir dans le personnage principal, Hermann, qui, souffrant de dissociation de personnalité, voit son double dans les miroirs et au bord de son lit, puis croise un vagabond nommé Félix qui lui ressemble comme deux gouttes d'eau et dont il va usurper l'identité.
Le doublement de nom de Humbert Humbert attire déjà l'attention sur ce point ; ce motif se retrouve ensuite modifié ou transformé à de nombreuses reprises dans Lolita. Cette dualité trouve un très fort écho entre Humbert et Quilty, à la fois dans leurs oppositions et dans leurs points communs. Dans un poème, Humbert accuse Quilty du mal qui lui arrive, dessinant en creux le duo bien/mal, Humbert représentant la figure positive dans cette vision. Il le qualifie également de singe, considéré comme animal de compagnie du diable ou comme représentation du mauvais double dans plusieurs romans traitant de dualité, par exemple dans Double assassinat dans la rue Morgue d'Edgar Allan Poe, dans L'Étrange Cas du docteur Jekyll et de M. Hyde de Robert Louis Stevenson, ou encore dans Les Démons et Le Double de Fiodor Dostoïevski. Selon la tradition, le bien doit tuer le mal pour reprendre le contrôle de sa vie. Cependant la scène de meurtre se révèle ambiguë et grotesque, ruinant la rédemption attendue. Humbert entre, lui demande s'il connaît Dolorès et le transperce de balles. Le rituel n'est pas consommé et s'apparente plus à une parodie. Quant à leurs points communs, il s'agit évidemment de leur goût pour les jeux de piste culturel et de Lolita.

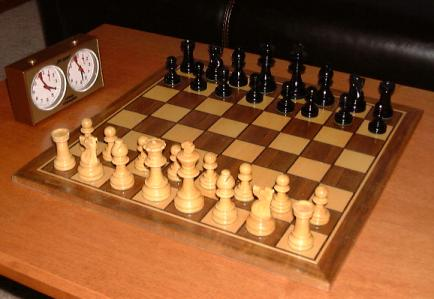
Le jeu d'échecs occupe Humbert pendant son année à Beardsley.

Un autre duo temporaire se forme entre Humbert Humbert et son partenaire aux échecs à Beardsley, Gaston Godin. La dualité entre ses deux hommes est suggérée par leurs initiales, HH et GG. Les deux hommes sont amis et partagent quelques passions en commun, dont la pédophilie. Godin aime les jeunes garçons et Humbert aime les jeunes filles. Ils ont tous deux conscience de leur perversion depuis longtemps, l'un étant obligé de la cacher, l'autre pouvant abuser de Dolorès à volonté.
L'autre personnage principal du roman, Lolita, peut être vu comme un miroir d'Annabel Leigh. Outre leur âge et leur relation avec Humbert, le lien entre elles est décrit dès le début du roman, avant même la rencontre de Lolita, lors des séjours en hôpital psychiatrique de Humbert. Il disserte devant ses médecins sur la fille initiale qui l'a transformé en nympholepte. Lors de l'apparition de Lolita, il la « reconnaît », elle lui ressemble physiquement et a les mêmes lunettes de soleil. En dehors du roman, les deux filles font référence au poème Annabel Lee de Poe (voir paragraphe Références culturelles).
On croise dans le roman plusieurs jumeaux, ainsi que des noms à la similarité frappante, comme Madame Haze et Madame Hays, ou encore Blanche Schwarzmann et Mélanie Weiss, ces deux dernières portant des prénoms et noms signifiant « noir » et « blanc ».
Dans un registre d'hôtel qu'Humbert parcourt se trouve le nom Vivian Darkbloom, anagramme de Vladimir Nabokov.

### Références culturelles

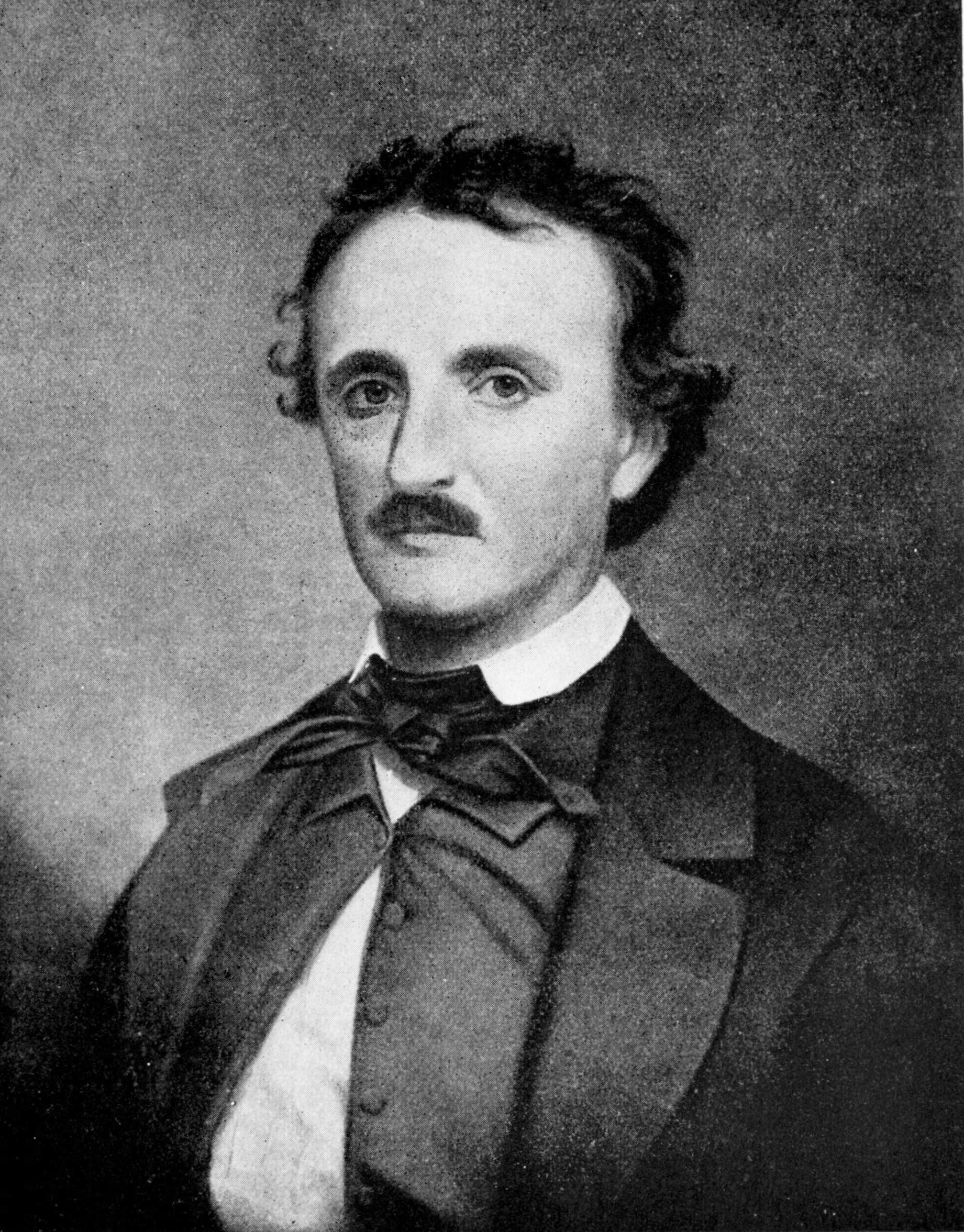
Edgar Allan Poe en 1898.

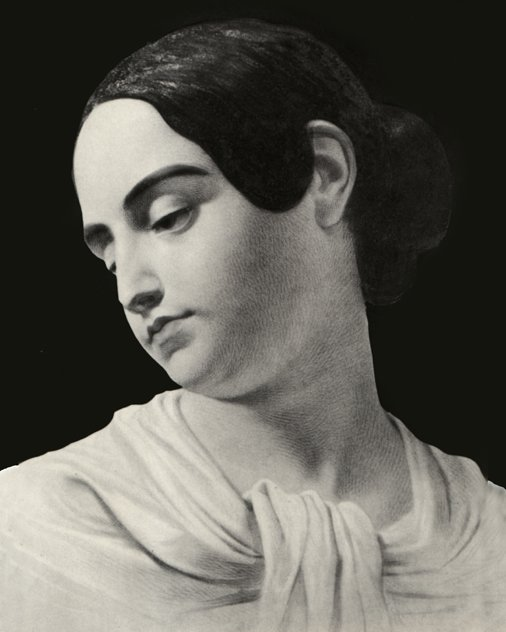
Virginia Clemm Poe.

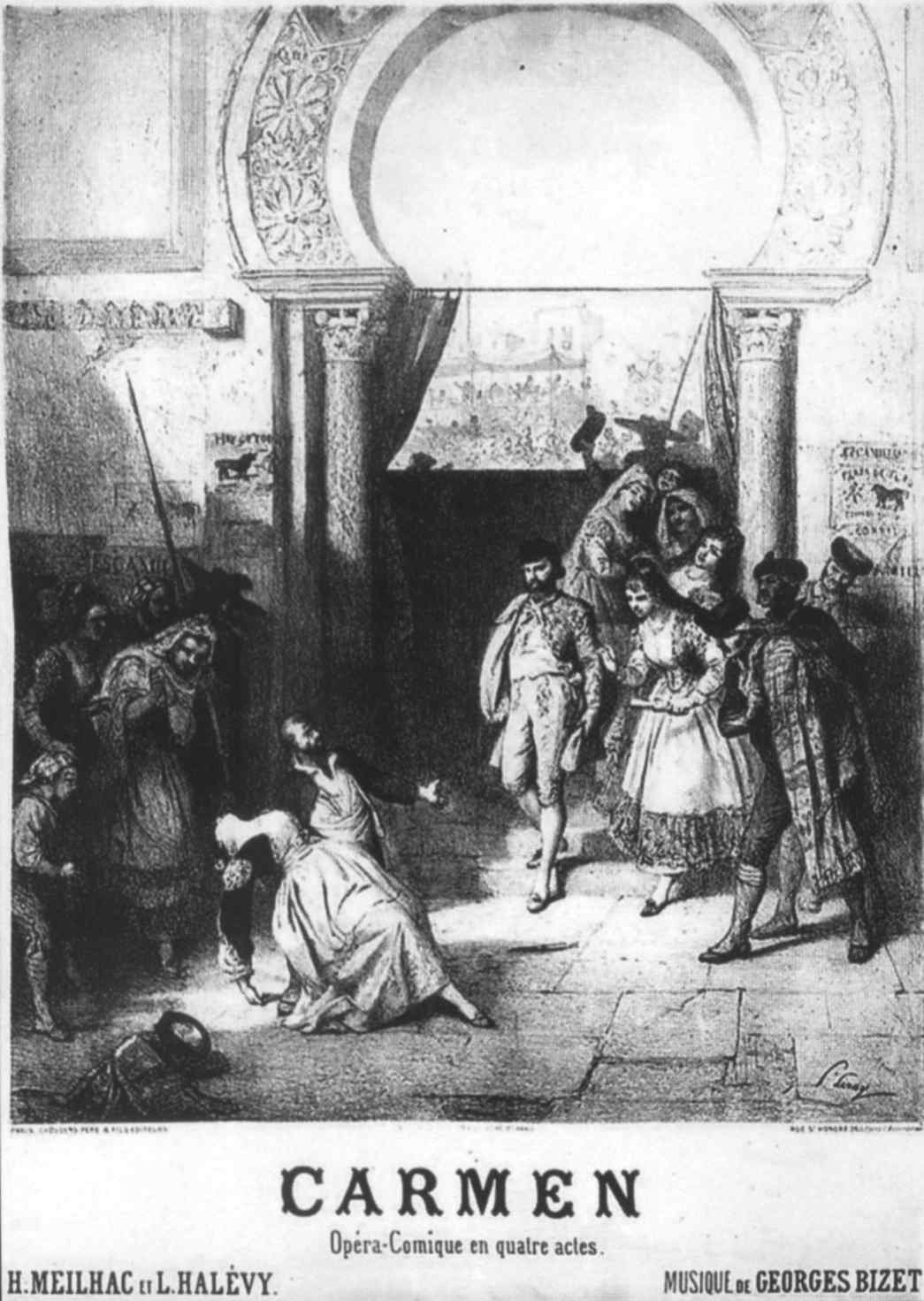
Affiche pour la création de Carmen, opéra de Bizet (1875).

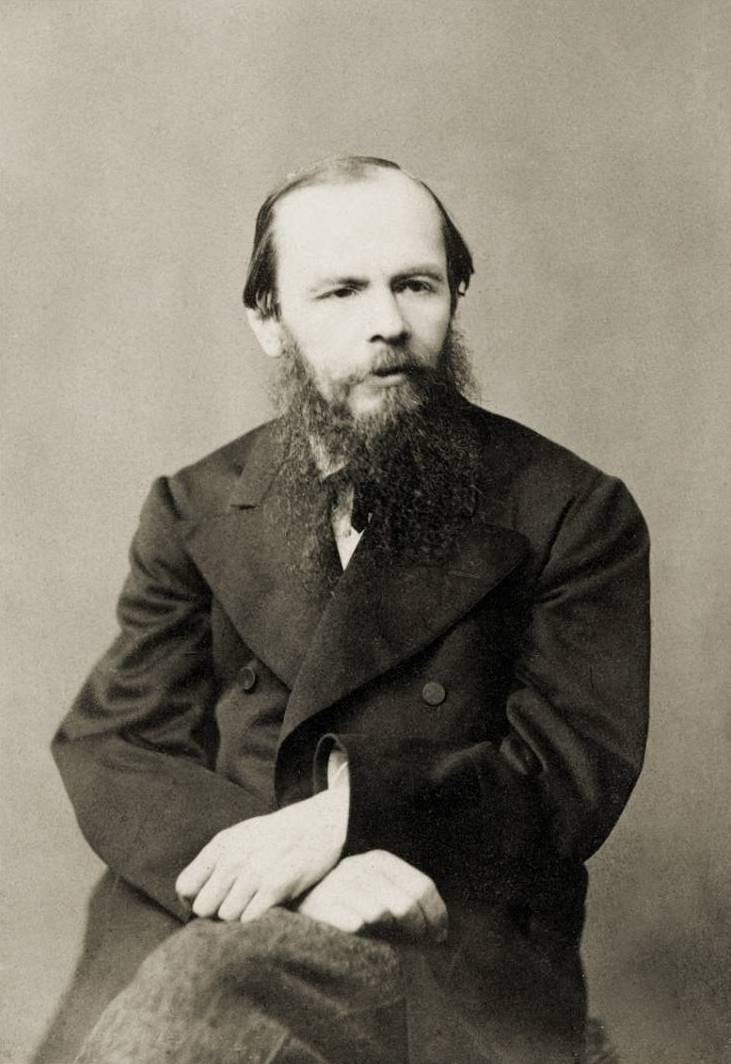
Fiodor Dostoïevski (1876).

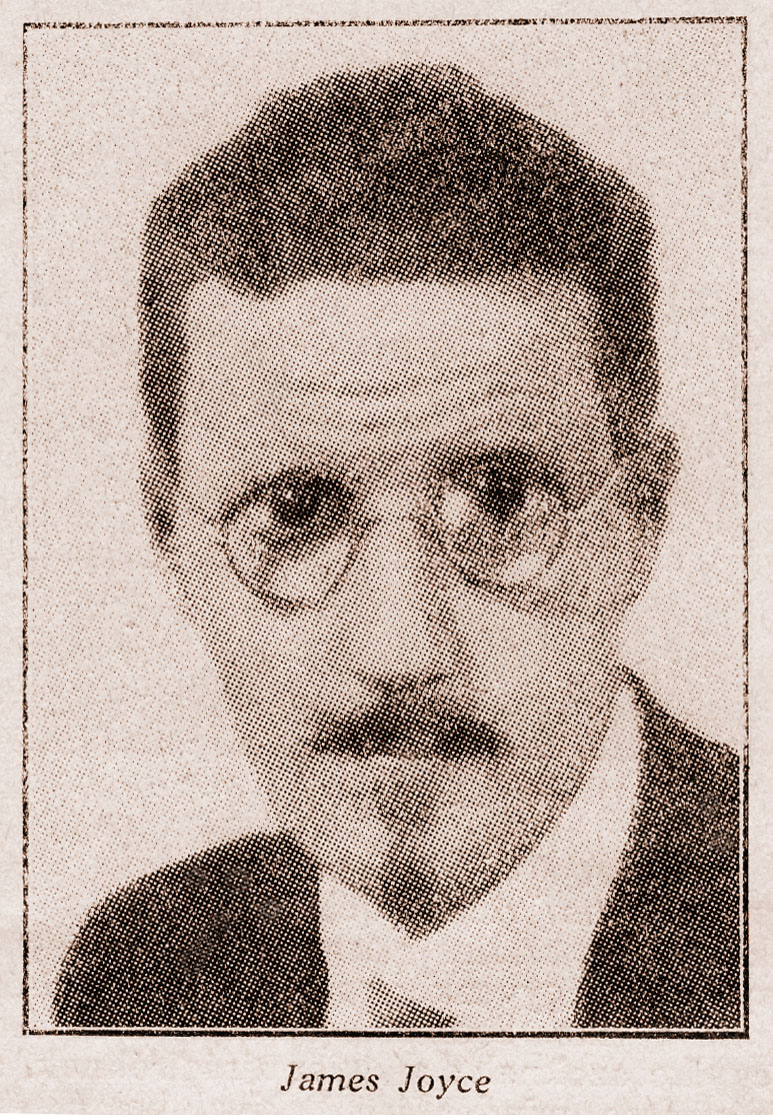
James Joyce (1926).

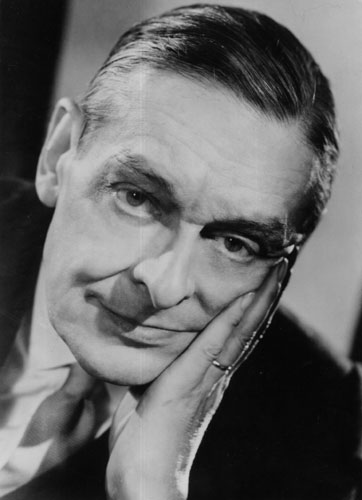
T. S. Eliot.

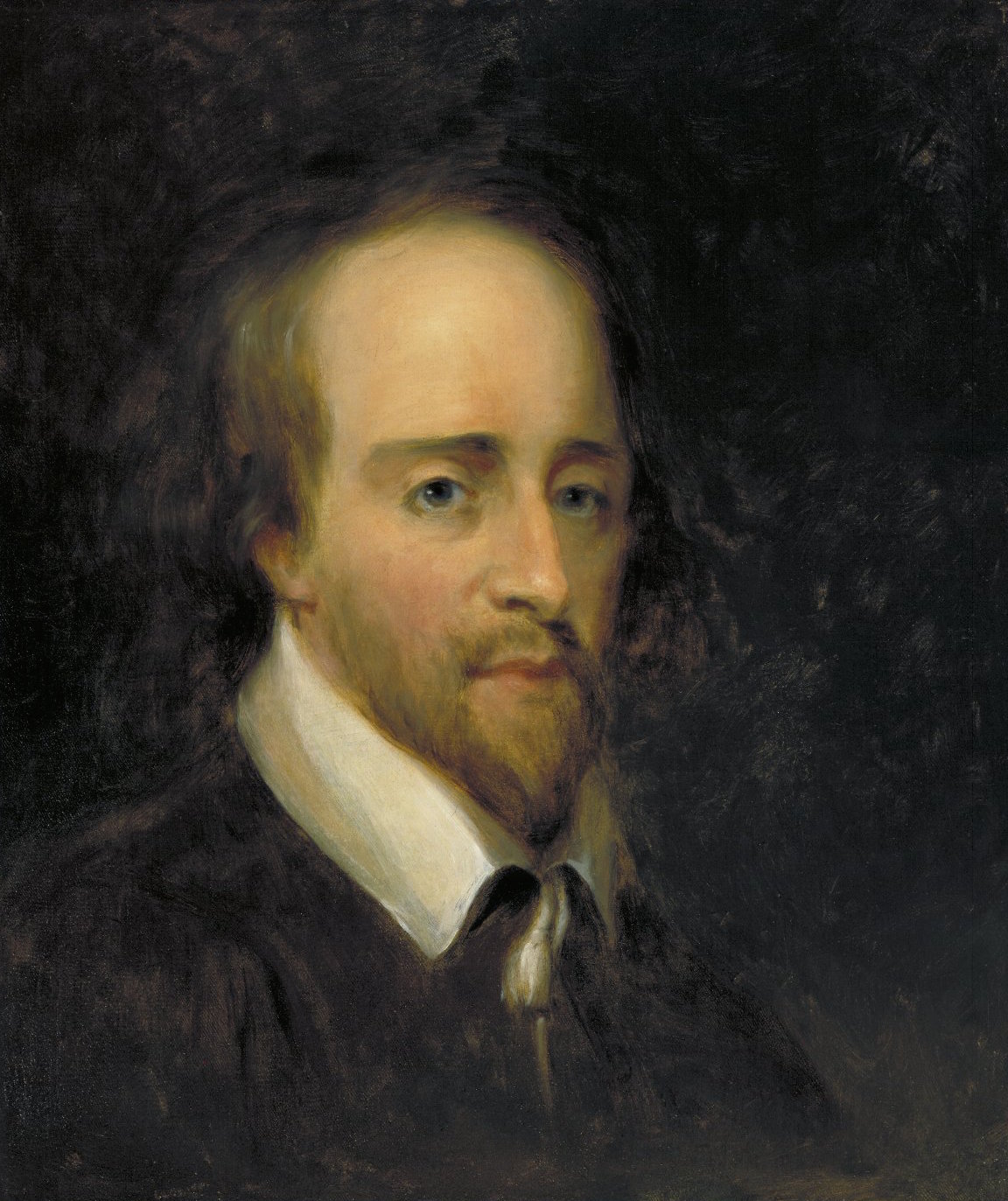
William Shakespeare (Thomas Sully, 1864).

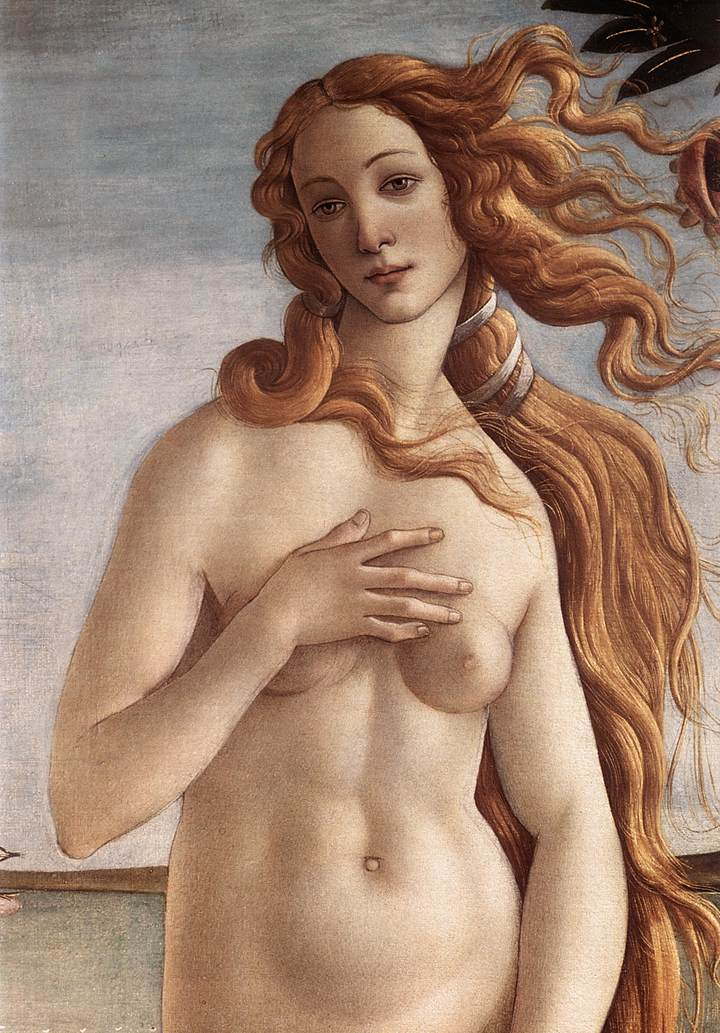
La Naissance de Vénus de Botticelli.

### Dans la musique

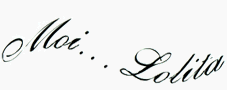
Logo du single Moi... Lolita.

#### Chansons évoquant explicitement Lolita

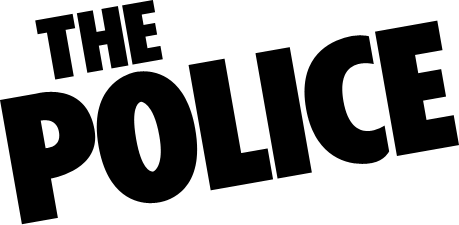
Don't Stand So Close to Me, de the Police exploite le même thème et cite explicitement Nabokov.